# Michael Garey
Michael Randolph Garey (* 19. November 1945 in Manitowoc, Wisconsin) ist ein US-amerikanischer Informatiker.

## Ausbildung und Karriere
Garey studierte an der University of Wisconsin–Madison mit dem Bachelor-Abschluss 1967, dem Master-Abschluss 1969 und der Promotion in Informatik 1970. Er war danach am Mathematical Science Research Center der Bell Laboratories. Ab 1988 war er dessen Direktor (ab 1996 bei Lucent Technologies).

## Forschung
Er befasst sich mit Entwurf und Analyse kombinatorischer Algorithmen, Graphentheorie und Operations Research und ist bekannt als Autor eines Standardwerks mit David Stifler Johnson über Komplexitätstheorie.
1979 bis 1982 war er Herausgeber des Journal of the ACM.

## Preise und Ehrungen
- 1979: Frederick-W.-Lanchester-Preis[2]

## Schriften
- mit David S. Johnson: Computers and Intractability: a guide to the theory of NP completeness, Freeman, San Francisco 1979